# Club Sport Cartaginés
O Club Sport Cartaginés, mais conhecido como Cartaginés é um clube de futebol profissional da Costa Rica.

## História
Fundado em 1906, é o clube mais antigo da Costa Rica em atividade. Conquistou em três oportunidades a Primera División de Costa Rica (1923, 1936 e 1940), e foi vice-campeão em 10 oportunidades. Não ganha um Campeonato Nacional há 69 anos, e espera quebrar esse jejum. 
Apesar desse episodio, o Cartaginés conquistou a Liga dos Campeões da CONCACAF em 1994, e é o maior título de sua história. O clube joga no Estádio José Rafael Fello Meza Ivankovich, localizado no bairro de Barrio Asis, em Cartago, e tem capacidade para 18.000 pessoas. O atual presidente do clube é Jose Luis Rodríguez Solano.

## Títulos

### Internacionais
- Liga dos Campeões da CONCACAF: 1 vez (1994).

### Nacionais
- Primera División de Costa Rica: 4 vezes (1923, 1936 e 1940, 2022).
- Vice-Campeonato da Primera División de Costa Rica: 9 vezes (1926, 1968, 1973, 1975, 1977, 1979, 1987, 1992/93 e 1995/96).

## Uniformes

### Uniformes atuais
- 1º - Camisa com listras em branco e azul, calção e meias brancas;
- 2º - Camisa com listras em preto e vermelho, calção e meias pretas;
- 3º - Camisa branca, calção e meias brancas.

| Primeiro | Segundo | Terceiro |

### Uniformes anteriores
- 2018

| Primeiro | Segundo | Terceiro |

- 2017

| Primeiro | Segundo | Terceiro |

- 2016

| Primeiro | Segundo | Terceiro |